# Jean-François Dowd
Jean-François Dowd est un poète, essayiste et enseignant québécois. 

## Biographie
Jean-François Dowd est poète, essayiste et enseignant.  
Il enseigne notamment la littérature au Collège de Bois-de-Boulogne.  
Il signe plusieurs textes dans des revues littéraires dont Liberté, Contre-jour et Les écrits.
En poésie, Il fait paraître deux titres aux Éditions du Noroît, soit Retirons de prose (1999) accompagné des dessins de Roland Giguère ainsi que Petites morts à fredonner (2006),. Dans ce dernier recueil, « Dowd esquisse des univers feutrés où le rêve et la mélancolie marquent l'écriture comme des points de broderie ». 
Il publie également Une vie à l'étourdie, avec un frontispice de Jacques Brault, chez Le Lézard amoureux (2015) « à mi-chemin entre l’ironie acide et la fantaisie navrée »,.
Comme essayiste, il publie deux titres aux Éditions du Noroît : Le briquetier de l'architecte (2000) et La note du triangle (2012). 
En 1999, Dowd est finaliste du prix Jacqueline-Déry-Mochon pour son recueil Retirons de prose.

## Œuvres

### Poésie
- Retirons de prose, avec des dessins de Roland Giguère, Montréal, Éditions du Noroît, 1999, 83 p. (ISBN 2-89018-427-7)
- Petites morts à fredonner, précédé de, Retirons de prose, avec des images de Marc-Antoine Nadeau, Montréal, Éditions du Noroît, 2006, 94 p. (ISBN 2-89018-592-3)
- Une vie à l'étourdie, avec un frontispice de Jacques Brault, Montréal, Le Lézard amoureux, 2015, 63 p. (ISBN 9782923398310)

### Essais
- Le briquetier et l'architecte, Montréal, Éditions du Noroît, 2000, 91 p. (ISBN 2-89018-445-5)
- La note du triangle, précédé de, Le briqueteur et l'architecte, Montréal, Éditions du Noroît, 2012, 147 p. (ISBN 9782890187511)

## Prix et honneurs
- 1999 - Finaliste : Prix Jacqueline-Déry-Mochon (pour Retirons de prose)[3]